# Mede, Pavia
Mede là một đô thị ở tỉnh Pavia trong vùng Lombardia của Ý, có cự ly khoảng 50 km về phía tây nam của Milan và khoảng 35 km về phía tây nam của Pavia. Tại thời điểm ngày 31 tháng 12 năm 2004, đô thị này có dân số 6.993 người và diện tích là 33,2 km².
Mede giáp các đô thị sau: Frascarolo, Gambarana, Lomello, Pieve del Cairo, Sartirana Lomellina, Semiana, Torre Beretti e Castellaro, Villa Biscossi.